# Masaccio
Masaccio (tiếng Ý: [maˈzattʃo]; 21 tháng 12 năm 1401 – mùa hè năm 1428), tên khai sinh Tommaso di Ser Giovanni di Simone, 
là họa sĩ Ý vĩ đại đầu tiên của giai đoạn thế kỷ thứ 15 của thời kỳ Phục hưng Ý. Theo Vasari, Masaccio là họa sĩ xuất sắc nhất trong thế hệ của ông vì kỹ năng tái tạo hình khối sống động như thật và các phong trào cũng như ý nghĩa thuyết phục của tạo hình ba chiều. 
Masaccio qua đời ở tuổi hai mươi sáu và ít ai được biết về hoàn cảnh chính xác cái chết của ông.

## Các tác phẩm chính

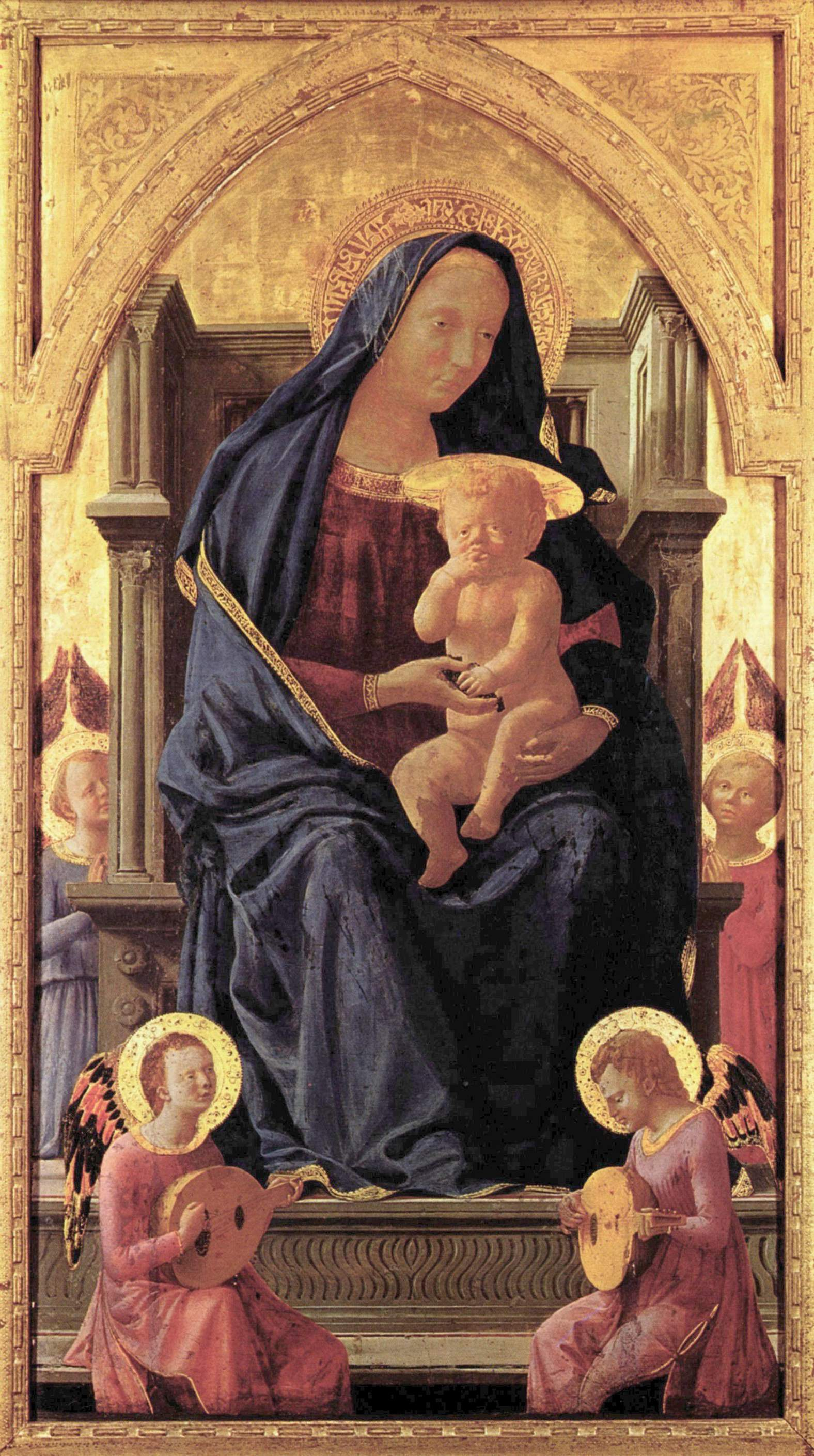
Virgin Mary with pseudo-Arabic halo, by Masaccio (1426).

- San Giovenale Triptych (1422)  tempera on panel, 108 x 153 cm, Cascia di Reggello
- Madonna with Child (1424)  - tempera on panel, 24 x 18 cm, Palazzo Vecchio, Florence
- Virgin and Child with Saint Anne (1424–1425)  - tempera on panel, 175 x 103 cm, Uffizi, Florence
- The Tribute Money (1424–1428)  - fresco, 247 x 597 cm, Brancacci Chapel, Florence
- Holy Trinity (1425–1428)  - fresco, 667 x 317 cm, Santa Maria Novella, Florence
- Portrait of a Young Man (1425) -  wood, National Gallery of Art, Washington, D.C.
- Madonna with Child and Angel (1426)  - oil on table, National Gallery, London
- Crucifixion (c. 1426)  - tempera on panel, 83 x 63 cm, Museo di Capodimonte, Naples
- St. Paul (1426)  - tempera on panel, 51 x 30 cm, Museo Nazionale, Pisa
- St. Jerome and St. John the Baptist (c. 1426-1428)  panel, 114 x 55 cm, National Gallery, London
- Nativity (Berlin Tondo) (1427–1428)  - tempera on wood, diameter 56 cm, Staatliche Museen, Berlin
- St Andrew  - oil on table, 51 x 31 cm, J. Paul Getty Museum, Los Angeles